# Nemesis (Resident Evil)
Nemesis (starogrčki: osveta), izmišljeno je čudovište iz japanskog horor serijala videoigara Resident Evil. Prvi se put spominje u Resident Evil 3: Nemesis 1999. godine.
Nemesis je ubrzo postao najpoznatiji negativac Tyrant serijala i jedan od najpoznatijih negativaca u povijesti video-igara.
Inteligentan, snažan i brz, jedan je od najtežih protivnika u serijalu.
Pojavljuje se u filmu Resident Evil: Apokalipsa.

## Životopis
Europski odjel Umbrelle je napravio Nemesisa tako što je "običnom" Tyrantu ubrizgao parazit koji služi kao drugi mozak. Tako je Nemesis postao kadar slušati zapovijedi i vršiti Umbrellinu volju.
Poslan je u Raccoon City ubiti sve pripadnike S.T.A.R.S.-a kako ne bi u javnost dali informacije o Umbrellinoj umiješanosti u izbijanje virusa i uništenje grada.
Nakon što ubije Brada Vickersa, kroz cijelu igru proganja Jill po gradu (odatle i njegov nadimak, "Progonitelj").
Skoro neuništiv, Jill ga jedva ubije - i to pomoću velikog, eksperimentalnog oružja "Rail gun".